# Illtyd Buller Pole-Evans
Illtyd Buller Pole-Evans, född 3 september 1879, död 16 oktober 1968, var en walesiskfödd sydafrikansk botaniker. Ibland stavas hans förnamn som Iltyd.
Auktorsnamnet Pole-Evans kan användas för Illtyd Buller Pole-Evans i samband med ett vetenskapligt namn inom botaniken; se Wikipediaartiklar som länkar till auktorsnamnet.

## Biografi
Pole-Evans föddes i Llanmaes i Vale of Glamorgan, son till den anglikanske prästen Daniel Evans och Caroline Jane Pole. Han utbildades vid Cardiff University och avlade en kandidatexamen 1903, fortsatte sedan till Cambridge där han studerade mykologi och växtpatologi under Harry Marshall Ward och avlade en magisterexamen 1905.
Pole-Evans utsågs till mykolog och växtsjukdomsspecialist och anslöt sig till Joseph Burtt Davy i det nyligen etablerade Transvaal Department of Agriculture. Trots mycket enkla laboratorieförhållanden implementerade Pole-Evans ett forskningsprogram och började producera en stadig ström av publicerade arbeten. Han tog över ansvaret för Division of Mycology and Plant Pathology 1912, vilket senare blev en del av Division of Botany and Plant Pathology.
Efter att ha bosatt sig i Pretoria riktade Pole-Evans sitt intresse mot den rika floran i sitt nya hemland och särskilt mot Aloesläktet. Han samlade en värdefull samling och etablerade växterna på Divisionens område. Några nya Aloe-arter beskrevs av honom i Trans. Roy. Soc. S. Afr. år 1915 och 1917.
År 1916 hotade en utbrott av citrus canker att sänka citrusindustrin i Transvaal. Pole-Evans ledde en drastisk kampanj som krävde fullständig utrotning av infekterade fruktträdgårdar och plantskolor vilket räddade industrin.
Under sina resor genom södra Afrika samlade han fotografier och data om regionens större vegetationsområden. Detta resulterade i en preliminär redogörelse med titeln "The Plant Geography of South Africa", där han identifierade 19 botaniska regioner, var och en med distinkta ekologiska egenskaper. Hans klassificering, med tillhörande vegetationskarta i skala 1:3 000 000 förblev referensarbetet fram till Acocks system (John Patrick Micklethwait Acocks) ersatte det år 1953. Han initierade Botanical Survey Advisory Committee, vilket ledde till den publiceringen av serien Botanical Survey Memoirs, som först publicerades 1919. Han introducerade också "Flowering Plants of South Africa" 1920 och "Bothalia" 1921.
En av hans långvariga intressen var betesgräs, och han samlade in och introducera många av dessa till Sydafrika från olika platser på subkontinenten. Dessa gräs odlades och testades vid Prinshof och Rietondale Experiment Stations.
År 1930 följde Pole-Evans med John Hutchinson och Jan Smuts på en tvåmånaders expedition genom södra och norra Rhodesia till Nyasaland och Tanganyikasjön. En mer ambitiös expedition genomfördes av honom 1938 på inbjudan av den kenyanska regeringen. I sällskap med agrostologen C.J.J. van Rensburg och växt- och frösamlaren J. Erens begav han sig ut på en fyra månaders resa som täckte ca 20 000 km. På denna resa reste de genom södra Rhodesia och Tanganyika till Kenya, så långt norrut som gränsen till Sudan och Abessinien och återvände genom Uganda, Ruwenzori och Belgiska Kongo. Hans redogörelse för denna expedition publicerades i Botanical Survey Memoir No. 22 år 1948.
Under sin karriär samlade Pole-Evans omfattande i södra Afrika och täckte Belgiska Kongo, Kenya, Tanganyika, Norra Rhodesia, Bechuanalandprotektoratet, Sydafrika och södra Rhodesia. Hans samlingar finns i herbarierna A (Harward University), B, H (University of Helsinki), BOL, BR, E, EA, GRA, K, L, MO, P, PRE, S, SRGH och US. Hans engagemang för botanik i tjänst för jordbruksdepartementet satte en hög standard för en hel generation sydafrikanska botaniker och inspirerade till en enastående expansion inom landets botaniska vetenskap. National Herbarium, som hade börjat med Burtt Davys lilla samling, växte snabbt med förvärvet av samlingarna av Ernest Edward Galpin, Anna Dieterlen (1859–1945), Henry George Flanagan (1861–1919), Rudolf Marloth, Alice Pegler (1861–1929), William Tyson (1851–1920) och mossorna av Thomas Robertson. Pole-Evans var viktig i att utvidga den lilla öde Dongola Reserve, som hade skapats i norra Transvaal på 1920-talet och avskaffades av den nya regeringen 1948. År 1955 pensionerade han sig i Umtali i Rhodesia, där han fortsatte sin botaniska insamling.
Illtyd Buller Pole-Evans avled i Umtali i Rhodesia vid 89 års ålder.

## Personligt liv
Pole-Evans gifte sig med Mary R.H. Thompson som hade en Master of Science-examen från University of London år 1922, tre år efter att hon hade anslutit sig till hans personal som mykolog.

## Arv
Pole-Evans hedras av gräsgenusen Polevansia De Winter och av många specifika namn som Aloe pole-evansii, Dinteranthus pole-evansii, Gladiolus pole-evansii etc., samt Volym 20 av "Flowering Plants of South Africa". Scadoxus pole-evansii är uppkallad efter hans son, Reginald.
Den standardiserade författarförkortningen Pole-Evans används för att ange denna person som författare vid citering av ett botaniskt namn.

## Medlemskap, hedersutmärkelser och priser
- Medlem av Linnean Society of London
- Medlem av Royal Society of South Africa
- Grundande medlem av SA Biological Society
- 1911, 1919, 1926 President för SA Biological Society
- 1916 President för Section C of SA Association for the Advancement of Science
- 1920 President för SA Association for the Advancement of Science
- 1922 Medalj & Bidrag från SA Association for the Advancement of Science
- 1921 Companion of the Order of St Michael and St George
- LLD (hedersdoktor) från Witwatersrand University